# Hybocamenta inops
Hybocamenta inops är en skalbaggsart som beskrevs av Louis Albert Péringuey 1904. Hybocamenta inops ingår i släktet Hybocamenta och familjen Melolonthidae. Inga underarter finns listade i Catalogue of Life.